# Apanteles achterbergi
Apanteles achterbergi är en stekelart som först beskrevs av T.C. Narendran 1998.  Apanteles achterbergi ingår i släktet Apanteles och familjen bracksteklar. Inga underarter finns listade i Catalogue of Life.